# Die Söhne des Alls
Die Söhne des Alls ist ein utopischer Roman des Engländers Edmund Cooper, der 1960 auf Englisch unter dem Titel Seed of Light bei Ballantine Books und auf Deutsch 1965 in der Übersetzung durch Wulf Bergner im Wilhelm-Heyne-Verlag erschien.

## Handlung
In einem Atomkrieg sind die entscheidenden städtischen Zentren der Welt ausradiert bzw. zu einem langsamen Tod verdammt und die Mondstation der USA zerstört worden sowie Russland nach einem liberalen Umschwung wieder in den Kommunismus zurückgefallen. Michael Spenser und die anderen mitwirkenden Fachkräfte sehen in den fünf Milliarden unterirdischen Kubikmetern von Base One in der australischen Wüste eine Zufluchtsstätte mit Schlafsälen, Werkstätten, Büros, Laboratorien und „Oberflächen-Kontrollgeräten“ heranwachsen, die ihnen für den Fall eines weiteren atomaren Krieges gedacht und womöglich nicht die einzige ihrer Art zu sein scheint. Der englische Premierminister Sir Charles Craig hat es unter dem Einfluss seines wissenschaftlichen Beraters Lord Drayton als Erster geschafft, nach dem Rückschlag des Krieges mit Erfolg von Neuem den Start eines künstlichen Satelliten voranzutreiben, und ruft über das Fernsehen dazu auf, den Trabanten der Kontrolle eines internationalen Gremiums zu unterstellen, um mit seiner Hilfe den Frieden zu sichern. Auch unter dem amerikanischen Präsidenten Hudson und dem Ersten Sekretär der Kommunistischen Partei der Sowjetunion, Boris Marienkow, gehen aber zügig weitere Satelliten ihrer Fertigstellung entgegen. Professor Dennis Bollinden, der Schöpfer des Satelliten und Vater von Spensers großer Liebe Mary Bollinden, kommt mit seinem österreichischen Kollegen Dr. Otto Rehn zu der Überzeugung, dass das Wettrennen, wie schon das letzte Mal, so auch diesmal wieder einen alles vernichtenden Weltkrieg heraufführen müsse. Tatsächlich wird die Erde jetzt durch einen Weltkrieg dauerhaft verseucht, nachdem Bollinden von dem Satelliten aus gedroht hat, das englische Versuchsgelände Rocket City und die entsprechenden Anlagen der Russen und der Amerikaner zu zerstören, woraufhin der strategisch in gewissen Einzelheiten anders denkende Rehn ihn erschossen und der Satellit schließlich in einer detonierenden amerikanischen Atombombe zu existieren aufgehört hat.
In wenigen, durch Plastikkuppeln geschützten Städten entfalten sich Anarchie und gewaltsamer Umsturz, während der Instinkt für die Erhaltung der Rasse die Menschen dazu bringt, Raumschiffe zu bauen und ausgewählte Leute mit ihnen ins Weltall hinauszusenden. Die Stadt Europa III bestimmt dazu den Astrophysiker und Soziologen Newton, den Chemiker und Geologen Lavoisier, den Chirurgen, praktischen Arzt und Psychiater Jung, den Biologen Rilke und den Elektroingenieur Sokrates sowie deren Partnerinnen, die Biologin und Ökologin Roma, die Hydroponikerin und Pädagogin Troja, die Anthropologin und Historikerin Vienna, die Bibliothekarin und Fotografin Alexandria und die Ernährungswissenschaftlerin Athene, die alle zwischen dreiundzwanzig und einunddreißig Jahre alt sind.
Als sich in der Stadt Panik ankündigt und ein Sturm auf das Raumschiff losbricht, startet die Solarian früher als vorgesehen durch die Kuppel hindurch, so dass Europa III physisch und sozial noch schneller zugrunde gehen muss. Die Besatzung praktiziert bei sich selbst bzw. ihren Kindern freiwillige bzw. unfreiwillige Euthanasie. Die zwischenmenschlichen Verhältnisse an Bord rücken für sie mehr und mehr in den Vordergrund. Sokrates ermordet Rilke, der sich in Athene verliebt hat, tarnt den Tod des Gesellen als einen Unfall und wird bei dem Versuch, auch Jung beiseitezuschaffen, durch diesen in einer überwirklichen Szene hypnotisiert und geläutert. Hinterbliebene unterschiedlichen Geschlechts entdecken ihre Liebe zueinander. Der Tod tritt (bei Sokrates und anderen auch als Selbstmord) herein, wenn man psychisch seine Kräfte verbraucht hat, namentlich, als man nach neunzehneinhalb Jahren Fluges feststellt, dass Alpha Centauri kein Planetensystem besitzt, und in späteren ähnlichen enttäuschenden Momenten.
In der dritten Generation der Raumfahrer entpuppen sich Odessa, Granada und Kepler als natürliche Telepathen, denen später weitere folgen werden. Die drei können nichts voreinander verbergen und gehen eine Ménage à trois ein, die vor allem im Geiste gründet. Kepler erschließt aus dem präkognitiven Gedächtnis des neuen Expeditionsleiters Faraday im Voraus eine schattenhafte Gefahr, die bei Sirius umkreisenden Planeten lauere und letztlich wirklich den Tod von sieben Angehörigen der zweiten Generation fordert. Kepler verinnerlicht, dass er nicht Vorherbestimmtes, sondern nur Mögliches voraussehe, stirbt aber wie Odessa und Granada bei einer von ihm so genannten multiplen Katheterisierung, die ihn über die Psyche eines neugeborenen Mädchens und von dessen erst in der Zukunft lebender Tochter unter anderem schauen lässt, wie die Leute von der Solarian in der mittlerweile unbewohnbaren Zwielichtzone eines gebunden um Prokyon rotierenden Planeten durch die 60.000 Jahre alten Ruinen zweier in einem Atomkrieg untergegangener Städte stapfen. Während fast tausend Jahren, vierzig Generationen und dreißig Wechseln der Solarian von Stern zu Stern erwächst aus der Erinnerung an die früheren Generationen ein umfassender Sagenhimmel; die filmisch dokumentierte Erde wird ein Gegenstand fast religiösen Charakters.
Nachdem die 25. Generation sich für mehrere Jahrzehnte stoisch ganz der inneren Einkehr hingegeben hat, steigert man daraufhin in einem diesseitig gerichteten Erwachen durch Diät und Konzentration die Lebenserwartung um eine wenn auch sterile Reihe ganzer Jahrhunderte, wodurch die jetzt verfüglichen so genannten Unsterblichen und namentlich der Unsterbliche Thales es bewerkstelligen, die Solarian für ein Untertauchen im Raum gemäß der allgemeinen Bewegungslehre des Angehörigen der 27. Generation Kopernikus mit einem sog. Selektivkosmometer auszustatten. Dieses Gerät verpflanzt – wie man es programmiert hat – die Solarian in die zeitliche und räumliche Nähe der durch es bestimmten Welt mit der besten Ausgangslage für das Heranreifen menschlicher Lebewesen, in der Thales rasch die Erde der mittleren Würm-Eiszeit erkennt. Die aus Raum und Zeit Heranreisenden entschließen sich, nicht etwa noch einen weiteren Sprung durch Raum und Zeit zu unternehmen, sondern die vorgeschichtlichen Bewohner der Erde im Namen ihrer eigenen Ahnherren von Europa III auf dem Weg in eine friedliche Zukunft zu unterstützen, ohne sich dabei vorschnell mit moderner Technik in das Geschehen einzuschalten, und tritt in Eurasien den dort durch die Wälder Gehenden und Speere nach ihnen Werfenden in nachsichtigem Geiste und nur mit Pfeil und Bogen bewaffnet entgegen, während die Angehörigen einer anderen, kinnlosen Rasse zunächst noch für längere Zeit allein durch den Anblick des schlanken, über die Baumwipfel hinausragenden Raumschiffes so sehr in Angst geraten, dass sie sofort die Flucht ergreifen.

## Rolle innerhalb von Coopers Gesamtwerk
Gary K. Wolfe sieht Die Söhne des Alls dadurch verblassen, dass es mit dem Motiv des Generationen-langen Sternenfluges einen Gegenstand hat, der von anderen Autoren schon vorher intensiv gestaltet worden ist. Der Roman wird aber als Coopers bestes Werk gehandelt.